# 파올라 판타토
파올라 판타토(Paola Fantato, 1959년 9월 13일)는 이탈리아의 양궁 선수이다. 하계 패럴림픽에서 8개의 메달(금메달 5개)을 획득했으며, 1996년 하계 올림픽에도 참가했다.

## 약력
8세 때 소아마비에 걸려 그 이후로 휠체어를 사용하고 있다. 1986년 친구의 권유로 양궁을 시작했다.
1988년부터 2004년까지 5회 연속 하계 패럴림픽 양궁에 참가하여 금메달 5개, 은메달 1개, 동메달 2개를 획득했다. 애틀랜타에서 열린 1996년 하계 올림픽에도 참가했다. 뉴질랜드의 네롤리 페어홀에 이어 휠체어 양궁 선수로는 두 번째로 올림픽에 참가했다. 같은 해에 올림픽과 패럴림픽에 참가한 것은 판타토가 최초이다.
토리노에서 열린 2006년 동계 패럴림픽 개막식 무대에도 참여했다. 패럴림픽 성화대에 불을 붙인 실비아 바타글리오로부터 화살을 받은 판타토는 활로 벽을 표현한 무대에 화살을 쏘아 벽이 무너지고 틈이 열리는 안무를 선보였다.

## 같이 보기
- 패럴림픽과 올림픽에 모두 참가한 선수 목록